# Saxifraga pseudolaevis
Saxifraga pseudolaevis là một loài thực vật có hoa trong họ Saxifragaceae. Loài này được Oetting. miêu tả khoa học đầu tiên.